# Kastanjefrötangara
Kastanjefrötangara (Sporophila cinnamomea) är en fågel i familjen tangaror inom ordningen tättingar.

## Utseende och läte
Kastanjefrötangaran är en liten (10 cm) och mestadels rostfärgad frltangara. Hanen är rost- till kastanjebrun med grått på hjässan och sotfärgade vingar och stjärt. På vingarna syns även en vit handbasfläck. Näbben är vanligen ljusgul, men ibland grå eller svart. Honan är oskiljaktig från andra Sporophila-arter. Lätet består av tunna visslingar.

## Utbredning och systematik
Fågeln förekommer i Paraguay, södra centrala Brasilien, Uruguay och nordöstra Argentina. Den behandlas som monotypisk, det vill säga att den inte delas in i några underarter.

### Familjetillhörighet
Liksom andra finkliknande tangaror placerades denna art tidigare i familjen Emberizidae. Genetiska studier visar dock att den är en del av tangarorna.

## Status och hot
Kastanjefrötangaran har en liten världspopulation bestående av uppskattningsvis endast 2 500–10 000 vuxna individer. Den tros också minska i antal till följd av habitatförlust och fångst för burfågelindustrin. Den är därför upptagen på internationella naturvårdsunionen IUCN:s röda lista över hotade arter, kategoriserad som sårbar (VU).